# Brandérion
Brandérion é uma comuna francesa na região administrativa da Bretanha, no departamento Morbihan. Estende-se por uma área de 6,05 km². Em 2010 a comuna tinha 1 473 habitantes (densidade: 243,5 hab./km²).